# Draco haematopogon
Draco haematopogon är en ödleart som beskrevs av Gray 1831. Draco haematopogon ingår i släktet flygdrakar, och familjen agamer. IUCN kategoriserar arten globalt som livskraftig. Inga underarter finns listade i Catalogue of Life.